# Josep Granyer

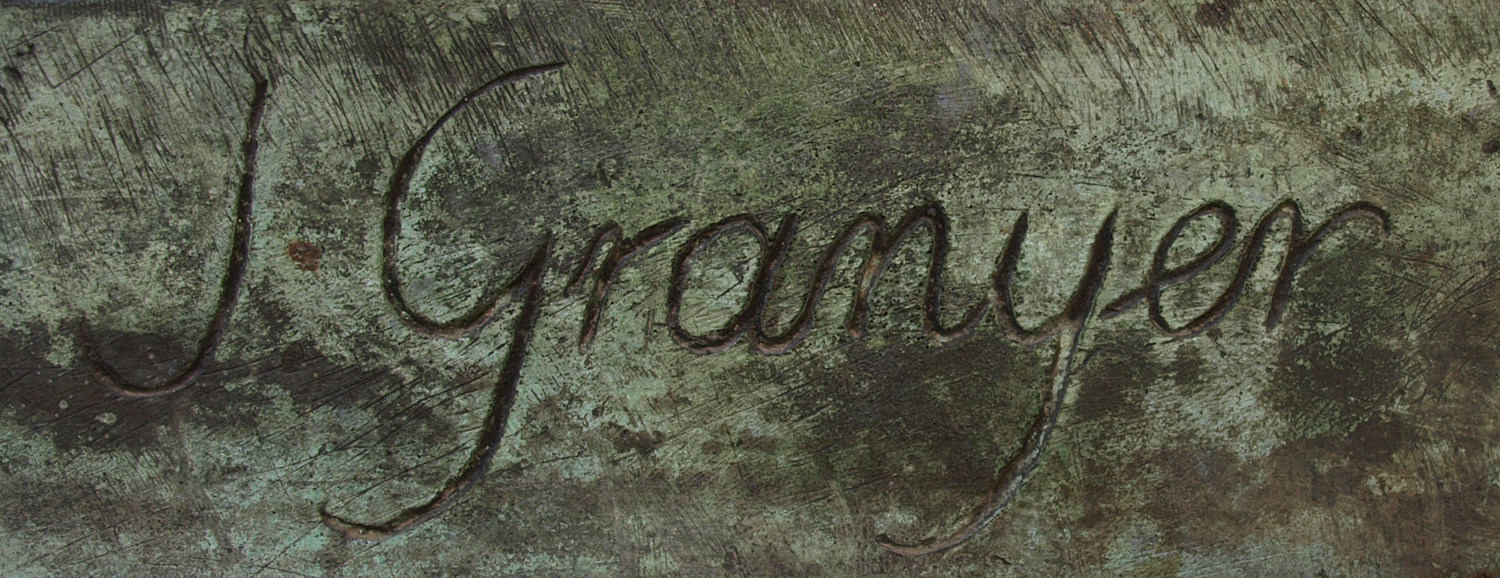
Firma de Josep Granyer en su escultura Toro pensant.

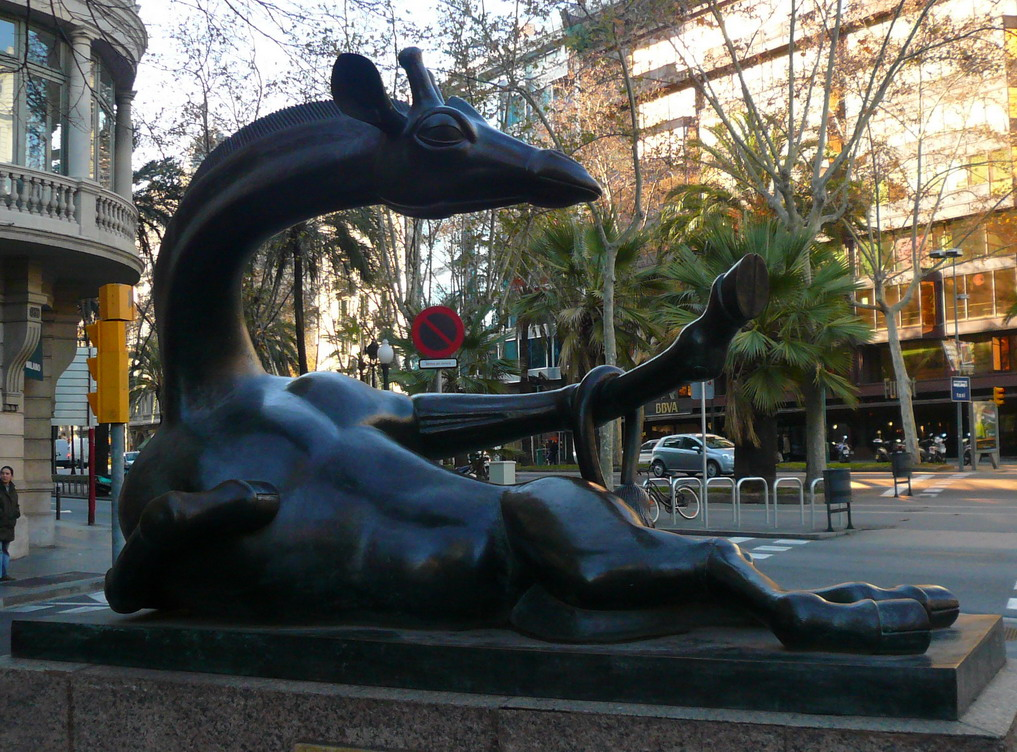
La jirafa coqueta en la Rambla Cataluña de Barcelona.

Josep Granyer i Giralt ( Barcelona 1899-1983) fue un escultor y grabador español.

## Biografía
Estudió en la Escuela de Bellas Artes de Barcelona. En 1917 fundó el grupo Los Evolucionistas , junto con escultores como Apel·les Fenosa y Joan Rebull, con quien trabajó en su taller completando su formación artística.
Tras realizar el servicio militar en Cartagena, en 1924 regresa a Barcelona donde trabaja en el taller de Francesc Labarta y colabora en la decoración de los techos del Salón de Sant Jordi del Palacio de la Generalidad de Cataluña.
Fue un gran amigo de Ángel Ferrant y activo miembro de la vanguardia del momento, adhiriéndose al Manifiesto del Grupo de artistas independientes. Hizo viajes por París, Londres y Bélgica.
Después de la guerra civil española, realizó una escultura animalista en la que los animales adoptaban actitudes humanas con aire irónico, muestra de ello son las esculturas emplazadas en la Rambla de Cataluña en Barcelona:
- El toro sentado
- La jirafa coqueta

Estas esculturas fueron instaladas a iniciativa de la "Asociación de amigos de la Rambla" y su popularidad fue tal que una de ellas sufrió un intento de robo.
Pese a residir siempre en Barcelona viajó habitualmente por toda Europa, especialmente a París, donde en 1957 su obra "Be poeta" fue adquirida por el estado francés.
Entre 1978 y 1981 consigue el reconocimiento con diversos premios, especiales en programas de televisión como "Signes" o el ingreso en la Real Academia de Bellas Artes de San Jorge.
Granyer fue también un prolífico grabador. En 1947 ilustró su primer trabajo, El Libro de las bestias, de Ramon Llull, doce aguafuertes a color grabados en dos planchas para Edicions de la Rosa Vera, cuyas colecciones contribuyeron a extender el grabado entre muchos artistas catalanes. A lo largo de tres décadas de colaboración con dicha plataforma consolidó una de las características más acusadas de su obra, su personal animalismo irónico.

## Obra
Josep Granyer participó como escultor, grabador y dibujante en algunas de los salones más importantes de la Barcelona de su época como el Salón Municipal de Bellas Artes, las diferentes ediciones del Salón de Els Evolucionistes, las exposiciones municipales de primavera, los salones de otoño, así como en algunas de las principales galerías de la ciudad como la Sala Parés o las Galerías Dalmau, así como en muestras en Ámsterdam, Madrid o Burdeos.
En 1981 presentó su última exposición individual en vida en la Sala Dalmau de Barcelona. Tras su fallecimiento su obra se ha podido ver en muestras individuales o colectivas en centros como el MNAC, la Fundación Apel.les Fenosa, la Fundación Santander Central-Hispano o el CCCB, así como galerías como Artur Ramon o Sala Dalmau
Algunas de sus obras son:
- 1928 La lectura. Barcelona
- 1932 Torero. Museo de arte Moderno de Barcelona
- Autorretrato cubista. Bajorrelieve
- Autorretrato con gato. Bajorrelieve
- Tertulia del Lyon d'Or.

## Libros ilustrados

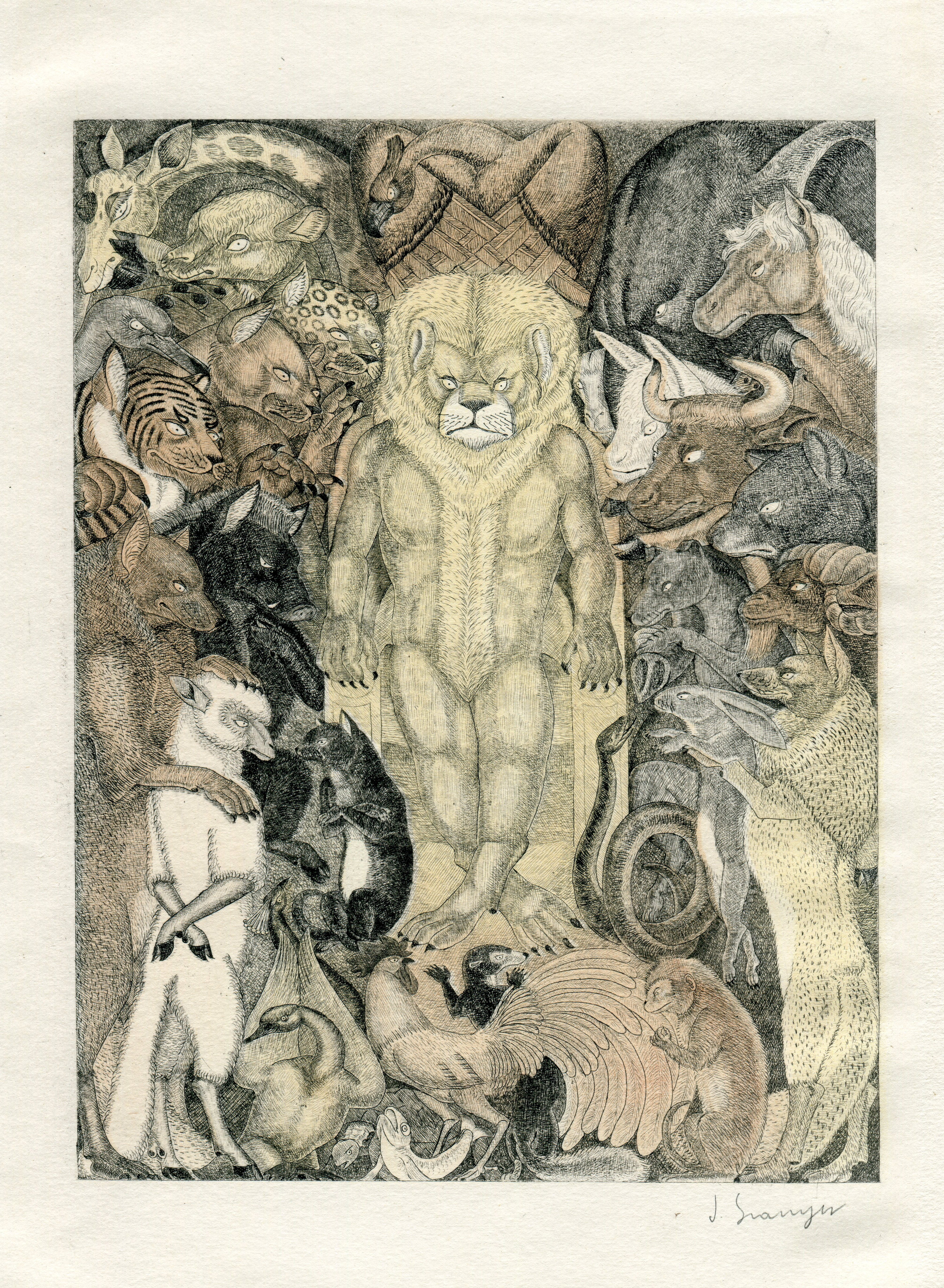
Ilustra la versión catalana de Joan Oliver "Set diàlegs de bèsties", de Colette

- 1974 Ilustra "Proverbis d’ací i d’allà", de Josep Carner.[5]
- 1973 Iluistra "Història de Jaume el Conqueridor", de M. Novell.
- 1971 Ilustra "Rob Roy "y "Ivanhoe", de Walter Scott.
- 1967 Ilustra Història de Catalunya de Ferran Soldevila.
- 1963 Se publica el libro "Museu Zoològic" con poesías de Josep Carner y dibujos de Granyer.
- 1962 Publicación de doce aguafuertes para la revista La Rosa Vera, con texto de Pere Quart.
- 1958-59 Ilustra "La troupe" y dibuja las viñetas del álbum "Dotze temes de circ", publicado por La Rosa Vera.
- 1956 Ilustra el libro "Els Mesos de l’Any ", (mes de enero) con prólogo de Joan Vinyoli. Realiza 100 ilustraciones y la portada del "Decamerón ", de Boccaccio, traducido por J. Massó i Torrents.
- 1953 Ilustra "Las dos doncellas" de Miguel de Cervantes.
- 1952 Realiza los figurines e ilustra el programa de la obra de teatro "Quasi un paradís",  de Joan Oliver i Joan Guarro, que se estrena en el teatro Capsa de Barcelona.
- 1952 Ilustra la versión catalana de Joan Oliver "Set diàlegs de bèsties", de Colette.
- 1951 Ilustra "El misántropo " de Molière, traducido por Joan Oliver.
- 1950 Ilustra "L’auca de Tossa", con texto de Pere Quart.
- 1950 Ilustra con xilografías El Asno, de Luciano de Samosata, editado por Antonio Tovar.
- 1948 Ilustra el Poema del Pessebre, de Joan Alavedra.
- 1947 Ilustra con seis aguafuertes en color el Llibre de les Bèsties, de Ramon Llull, con prólogo de Jordi Rubió.
- 1946 Realiza seis aguafuertes para ilustrar El coloquio de los perros de Miguel de Cervantes.